# Banlieusards
Ne doit pas être confondu avec Les Banlieusards.
Série
Banlieusards 2
(2023)
Pour plus de détails, voir Fiche technique et Distribution.
Banlieusards est un film français réalisé par Kery James et Leïla Sy, sorti en 2019. Il s'agit de leur premier long-métrage.

## Synopsis
Juin 2018. Dans la famille Traoré se trouvent trois frères tous issus d'une banlieue parisienne sensible dans la cité du Bois-l'Abbé, à cheval sur les communes de Chennevières-sur-Marne et de Champigny-sur-Marne. La mère de famille élève seule ses trois fils. Demba, l'aîné, est un délinquant récidiviste qui vit au rythme du trafic et de la rue. Il est pris en exemple par le plus jeune, Noumouké, 15 ans, qui cherche encore sa voie et se doit de choisir auquel de ses deux grands frères il veut ressembler. Le cadet, Soulaymaan, est quant à lui un élève avocat, à Paris, qui réussit brillamment ses études. Inscrit à la petite conférence, son chemin croise celui de Lisa, jeune fille brillante et irréprochable, avec laquelle il semble en tous points opposé. Il débat avec elle sur la responsabilité de l'État dans la situation des banlieues en France lors de la finale d'un célèbre concours d'éloquence dans le cadre de sa formation, à laquelle assistent les frères de Soulaymaan : ce dernier va leur en mettre plein la vue.

## Fiche technique
Sauf indication contraire, les informations mentionnées dans cette section peuvent être confirmées par la base de données cinématographiques Allociné,  présente dans la section « Liens externes ».
- Titre original : Banlieusards
- Titre de travail : Ne manque pas ce train
- Titre international : Street Flow
- Réalisation : Leïla Sy et Kery James
- Scénario : Kery James
- Musique : Marie-Jeanne Serero, Sokhan
- Direction artistique : Leïla Sy
- Décors : Pierre Du Boisberranger
- Costumes : Yasmine Akkaz
- Photographie : Pierre Aïm
- Montage : Nelly Quettier
- Production : Toufik Ayadi, Christophe Barral, Marie Lecoq et Frederic Jouve
  - Production associée : Vanessa Van Zuylen
- Sociétés de production : Les Films Velvet et SRAB Films
- Société de distribution : Netflix
- Pays d'origine :  France
- Langue originale : français
- Durée : 96 minutes
- Genre : Drame
- Dates de sortie :
  - France : 12 octobre 2019

## Distribution
- Kery James : Demba Traoré, l'aîné
- Jammeh Diangana : Soulaymaan Traoré, élève avocat et finaliste du concours d'éloquence
- Bakary Diombera : Noumouké Traoré, le frère benjamin
- Chloé Jouannet : Lisa Crèvecœur, élève avocate et finaliste du concours d'éloquence et petite amie de Soulaymaan
- Kani Diarra : Khadijah, la mère
- Dali Benssalah : Samir Delfaoui, le meilleur ami de Demba
- Slimane Dazi : Abdel
- Chérine Ghemri : Sofia Fitoussi
- Ahmed Bedda : Sahli
- Aimen Derriachi : Farid
- Nadia Lazzouni : Nadya
- Mathieu Kassovitz : Dominique
- Nassim Saal : Nacim
- Bertrand Périer : Maître Mirabeau
- Kader Boukhanef : Chico
- Ange Basterga : policier en civil
- Walid Afkir : jeune dans le bus
- Noémie Bousquenaud : Sandra
- Brigitte Sy : professeure de TD

## Musique
Kery James enregistre trois titres inédits pour le film. Le premier est À qui la faute ? en collaboration avec Orelsan. Le second est un duo avec Youssoupha, Les Yeux mouillés, dont le clip est également réalisé par Leïla Sy. Le troisième est Tuer un homme avec Lacrim.
Des chansons non inédites figurent également dans le film, comme Lettre à la République de Kery James, After Laughter (Comes Tears) de Wendy Rene, Little Ghetto Boy de Donny Hathaway, etc..

## Accueil

### Critique
Le film obtient une critique positive de L'Humanité : « On sort chamboulés de Banlieusards. [...] Construction subtile, images non pas esthétisantes, mais à la fois sobres et somptueuses, puissance de l'écriture. »

### Public
Après une semaine d'exploitation, le film a été vu par plus de 2,6 millions de foyers internationaux.

## À noter
Le tournage a lieu dans la cité du Bois-l'Abbé à Champigny-sur-Marne, (Val-de-Marne) à l'automne 2018. Quelques scènes, tournées depuis la terrasse tout en haut de la tour Rodin, permettent d'admirer de larges plans du Val-de-Marne et de la région parisienne. Quelques scènes ont par ailleurs été tournées à Paris.